# Шизогения
«Шизогения» (англ. «Schizogeny») — 9-й эпизод 5-го сезона сериала «Секретные материалы». Премьера состоялась 11 января 1998 года на телеканале FOX. Эпизод принадлежит к типу «монстр недели» и никак не связан с основной «мифологией сериала», заданной в первой серии.
Режиссёр — Ральф Хемекер, автор сценария — Джессика Скотт, приглашённые звёзды — Чед Линдберг, Сара-Джейн Редмонд, Кэтрин Изабель.
В США серия получила рейтинг домохозяйств Нильсена, равный 12,9, который означает, что в день выхода серию посмотрели 21,37 миллиона человек.
Главные герои серии — Фокс Малдер (Дэвид Духовны) и Дана Скалли (Джиллиан Андерсон), агенты ФБР, расследующие сложно поддающиеся научному объяснению преступления, называемые Секретными материалами.

## Сюжет
В данном эпизоде Малдер и Скалли расследуют убийство пасынком своего отчима при невыясненных обстоятельствах. Жертва упала в яму и задохнулась, наглотавшись земли. Подросток не может объяснить того, как это случилось. В то же время ещё один мужчина выпадает из окна, в чём подозревают его дочь, однако агенты выясняют, что мужчина не выпал из окна, а его из окна вытащила неизвестная сила.